# Тенгвар
Тенгвар или Тенгуар (Tengwar – „слова”, јед. Tengwa – „слово”) је вештачко писмо које је измислио енглески писац Џ. Р. Р. Толкин. У његовим делима, ово писмо, које је створио Феанор, се користило за записивање више језика у Средњој земљи, укључујући Квенију и Синдарин. Али, може се користити и за записивање других језика (тако је већина текстова писаних тенгваром код Толкина на енглеском).

## Сугласници
Два основна елемента тенгвар знакова су стабло (telco, мн. telcar) и лук (lúva, мн. lúvar) који се могу комбиновати и чији се број и висина може мењати на више начина. Тенгвар чији су стабла и лукови организовани на исти начин представљају одређену групу гласова. Telcar одређују како се гласови артикулишу, а lúvar где се унутар уста стварају. Тенгвар који се граде на овај начин се називају примарни знакови и груписани су у четири серије (téma, мн. témar) према местима артикулације, које носе имена према првим знаковима у свакој (tincotéma, parmatéma, calmatéma и kwessetéma), а свака серија се дели на шест редова (tyellë, мн. tyeller) према начину артикулације.
Свака серија почиње основним знаком сачињеним од спуштеног стабла и једноструког лука који може бити отворен и затворен, окренут навише или наниже. Ова четири знака представљају безвучне плозиве сваке серије. У квенији су то гласови t, p, c (изг. k) и q (изг. kw). Гласовне вредности осталих знакова прате следећа правила:
- Удвајање лука безвучне сугласнике претвара у звучне.
- Подизање стабла изнад лука претвара глас у одговарајући фрикатив.
- Скраћивање лука претвара глас у одговарајући назал (иако у већини облика, тенгвар са кратким стаблом и једноструким луком не представља безвучне сугласничке назале, већ неку врсту полуназалних самогласника).

Према овоме, за другу серију (parmatéma) у синдарину, редослед је следећи:
- Основни глас је p
- Удвајањем лука, настаје његов звучни пар b (у квенији mp)
- Подизањем стабла, настаје његов одговарајући фрикатив f
- Удвајањем лука и подизањем стабла, настаје v, звучни пар од фрикатива f (у квенији mp)
- Скраћењем стабла настаје одговарајући назал m
- Скраћењем стабла и удвајањем лука настаје w

Осим примарних знакова постоје и секундарни знакови који нису грађени од лукова и стабала, а њихова гласовна вредност се често врло разликује од језика до језика.
Имена тенгвар (види слику Упоредна табела) су устаљена и потичу из квеније и таква се користе и у другим језицима.

## Самогласници
Постоји два облика приказивања самогласника. Први, и старији, је такозвани техтар облик (tehta, мн. tehtar), који се заснива на идеји да самогласници нису засебни гласови, већ да они само дају другачије „боје” сугласницима. Сходно томе, они се пишу над или под тенгвар знацима, и то на претходном сугласнику (у квенији) или на следећем (остали језици). Други облик, често зван и потпуни, додељује и самогласницима посебне знакове (први облик који се овако писао је Облик Белеријанда).
Осим самогласничких техтар, постоје и разни други за означавање назала, удвајање сугласника и др.

## Облици тенгвар

### Квенија(Quenya)
Квенија је језик Виловњака који су прешли из Средње земље у Валинор. Он је крајем Трећег Раздобља (период дешавања Хобита и Господара прстенова) био језик који је мало њих знало, а још мање користило. Постао је језик предања, а само су краљевске титуле верних краљева и краљица Нуменора биле на квенији, а након пада Нуменора овај обичај је напуштен, и тек је Арагорн II ступио на престо Гондора под квенијским именом Elessar Telcontar.
Следећа табела представља гласовне вредности тенгвар у квенији:
|   | tincotéma  | parmatéma | calmatéma   | quessetéma    |
| 1 | t          | p         | c [k]       | q [kw]        |
| 2 | nd         | mb        | ng          | ngw           |
| 3 | s < th [þ] | f         | h < ch [χ]  | hw            |
| 4 | nt         | mp        | nc [nk]     | nq [nkw]      |
| 5 | n          | m         | n- < ng-    | nw- < ngw-    |
| 6 | r [1]      | v         | y носач [2] | v- < w-       |
|   |            |           |             |               |
|   | r [3]      | rd        | l           | ld            |
|   | s          | s [5]     | ss          | ss [5]        |
|   | h < hy     | [6]       | (-i) [4]    | (-w) [-u] [4] |

þ – th као у енг. thin

χ – меко h
[1] тенгва órë се користи за глас r пред сугласницима и на крају речи

[2] тенгва anna нема посебно значење, већ је представљала глас у када се на њу напишу две хоризонталне тачке, техта за глас y (одатле и име у-носач)

[3] тенгва rómen се користи за глас r пред самогласницима

[4] тенгвар yanta и úrë се користе само као делови дифтонга ai, ei, oi, ui и aw [au], ew [eu], iw [iu] и ow [ou]

[5] тенгвар silmë и silmë nuquerna, као и essë и essë nuquerna имају исту гласовну вредност, с тим што се ове друге користе када над њима треба писати техтар

[6] hwesta sindarinwa иако стандардни део сета тенгвар, нема гласовну вредност, нити се користи у квенији
Ознака < значи настало од и представља гласовну промену која се десила врло рано у историји квеније и самим тим се почетне гласовне вредности не користе. Гласови којима претходи или следи цртица (-) представљају гласове који се пишу само на крају или почетку речи, осим тенгвар yanta и úrë (види напомену [4]).
Тенвар formen, hyarmen, rómen и númen се користе за означавање страна света на мапама (чак и у језицима где се стране света зову другачије).
Техтар у квенији се пишу над тенгвар и то над претходним сугласником. Ако реч почиње на самогласник, када самогласник сам стоји или постоји више самогласника један до другог, тако да нема претходног сугласника да се на њему напише техта, у ту сврху се тада користе носачи, и то кратки за кратке самогласнике и дуги за дуге.
(тенгва malta је овде само да покаже писање техте над или под тенгвом)
Дуги самогласници се могу писати на више начина:
- Удвајањем техте над тенгвом (могуће само за е, о и u техте)
- Писањем два мала носача са по једном техтом на сваком
- Писањем техте над дугим носачем

Техтар за мењање гласовне вредности сугласника има неколико:
На основу расположивих текстова на квенији који су писани тенгваром, пунктација је следећа:
Према свим овде наведеним правилима, ево примера реченице на квенији записане тенваром (речи Елендила када је ступио на обале Средње земље, а које је Арагорн II поновио када је крунисан за краља Гондора):

### Синдарин(Sindarin)
Синдарин је језик Сивих Виловњака (Синдара), оних који су остали у Средњој земљи и нису отишли у Валинор. То је језик који су говорили сви Виловњаци крајем Трећег Раздобља (период дешавања Хобита и Господара прстенова). У Господару Прстенова се о њему говори као о Вилин-језику или Виловњачком језику. Само име синдарин (Sindarin) је квенијско и буквално значи сиво-виловњачки. Какав је био назив језика у њему самом, није сигурно, али је вероватно био зван просто Edhellen, Виловњачки. Толкин га је створио по узору на велшки и келтски, јер је и Синдаре осмислио са елементима келтске културе.
Синдарин се записивао тенгваром, као и остали виловњачки језици, и то тенгвар-техтар системом, али, чешћи начин је био тзв. потпуни облик, облик где су се и самогласници писали посебним словима, а не техтар знацима.

#### Тенгвар - Техтар систем
У овом систему, тенгвар су имали следеће гласовне вредности:
|   | tincotéma  | parmatéma | calmatéma     | quessetéma |
| 1 | t          | p         | ch [ч]        | c [k]      |
| 2 | d          | b         | j [џ]         | g          |
| 3 | th [þ]     | f         | sh [ш]        | kh         |
| 4 | dh [ð] [1] | v [2]     | zh [ж]        | gh         |
| 5 | n          | m         | ny            | ng         |
| 6 | r          | w         | (-i) / y- [3] |            |
|   |            |           |               |            |
|   | r          | rh        | l             | lh         |
|   | s          | s         | ss            | ss         |
|   | h < hy     | hw        | (-e) [3]      | w          |

[1] ð = th у енг. that

[2] f се на крају речи пише као v

[3] тенгвар anna и yanta се користе само као делови дифтонга ai, ei, oi, ui и aw [au], ew [eu], iw [iu] и ow [ou]. Ако yanta стоји самостално, на почетку реченице, онда има гласовну вредност у- (j-).
Тенгвар órë и rómen се користе на исти начин као и у квенији
Техтар у синдарину се пишу над следећим сугласником. Ако се реч завршава на самогласник, када самогласник сам стоји или постоји више самогласника један до другог, уместо тенгве се користе носачи, и то кратки за кратке самогласнике и дуги за дуге.
Дуги самогласници се пишу на исти начин као и у квенији, с тим што у синдарину постоји осим кратког у (које се изговара као француско u или немачко ü, за разлику од квенијског у које се изговара као наше ј) и дуго у.
Као и у квенији и овде постоје техтар за мењање гласовне вредности сугласника:
Пунктација у синдарину је нешто различита од оне у квенији (ускличник и упитник су исти):
Према овде наведеним правилима, ево синдаринске песме A Elbereth Gilthoniel (Господар прстенова I/Књига II/Гл. 1) написане тенгвар–техтар системом:

#### Облик Белеријанда
Облик Белеријанда је потпуни облик, односно, сваки глас има посебну тенгву, чак и самогласници:
|   | tincotéma | parmatéma | calmatéma | quessetéma |
| 1 | t         | p         | k         |            |
| 2 | d         | b         | g         |            |
| 3 | th [þ]    | f         | ch [χ]    |            |
| 4 | dh [ð]    | v         | gh [?]    |            |
| 5 | nn        | mm        | –ng [?]   |            |
| 6 | n         | m         | o         | (-w)       |
|   |           |           |           |            |
|   | r         | rh [?]    | l         | lh [?]     |
|   | s         | y [ü]     | ss        | oe [?]     |
|   | h         | hw [?]    | e         | u          |

Код тенгвар са [?] није сигурно да ли су се користили у Облику Белеријанда. Осим ових стандардних тенгвар, користили су се још и:
Дуги носач се користи за почетно i-, као у Iorhael, што одговара нашем ј-.
За дуге самогласнике се користи знак andaith (дуги знак) који изгледа као е-техта у квенији и који се пише изнад самогласника. Дупли сугласници се пишу са два иста сугласника један за другим, осим у случају nn и mm, где се користе засебни тенгвар. За мењање гласовних вредности тенгвар, користе се следећи знаци:
У Облику Белеријанда постоји неколико дифтонга (ai, ui, ei ; ae, oe ; aw [au]):
Пунктација коју је Толкин користио у Облику Белеријанда се донекле разликује од оне у тенгвар-техтар систему синдарина (упитник и ускличник су и даље исти):
Ево и примера, иста песма (A Elbereth Gilthoniel) као и код тенгвар-техтар система, написана Обликом Белеријанда:

#### ОбликГондора
Облик Гондора је начин писања синдарина кориштен у касном Трећем Раздобљу у Гондору, а касније и у Обновљеном краљевству. Овај облик се може срести у Првој верзији Краљевог Писма у књизи Историја Средње земље: Поражени Саурон (The History of Middle Earth: Sauron Defeated), што је уједно и најдужи пример текста на синдарину који се среће код Толкина. Сличан је тенгвар-техтар систему синдарина, али има и неке одлике преузете из адунајског језика (коришћење quessetéme уместо calmatéme) (види Нуменијски облик). Техтар се пишу изнад следећег сугласника, јер се у синдарину речи углавном завршавају на сугласник.
|   | tincotéma | parmatéma | calmatéma | quessetéma |
| 1 | t         | p         |           | k          |
| 2 | d         | b         |           | g          |
| 3 | th [þ]    | f         |           | ch [χ]     |
| 4 | dh [ð]    | v         |           |            |
| 5 | n         | m         |           | ng [?]     |
| 6 | –r        | w [?]     | (-i)      |            |
|   |           |           |           |            |
|   | r         | rh        | l         | lh         |
|   | s         |           | ss        |            |
|   | h         |           | i-, (-e)  | (-u) [?]   |

Када члан испред речи мења следећи сугласник (као што је пример код i-Varanduiniant од Baranduin у примеру) цео склоп се пише као једна реч иако је Толкин раздвајао члан и реч цртицом у латиничном запису. За самогласник y (немачко ü) се користе две натписане тачке (тзв. amatixi) над сугласником. Цртица или тилда која означава назализацију сугласника d, t и g (као у већ наведеној речи i-Varanduiniant), користи се и изнад слова n, а вероватно и m, за удвајање тих сугласника. Осим ове техте, користи се и потписана или уписана тилда или црта за удвајање других сугласника, као и w-тилда (као у речи edwen). И у овом облику постоји тенгва за mh, које је до краја Трећег Раздобља постало v, али се и даље на том месту користила ова тенгва.
Прва верзија Краљевог писма

#### ОбликАрнора
Облик Арнора је начин писања синдарина који су користили Дунедаини Севера и који су они донелу у Гондор након што је Арагорн постао краљ. Изведен је из Облика Белеријанда, али је као и Облик Гондора задржао неке одлике адунајског система. Правила писања су иста као и за Облик Белеријанда, осим код тенгвар númen и malta које се користе за n и m, као у квенији, а órë је измењиво са rómen(одн. нема никаквих правила када се које користи). Овим обликом је написана Друга верзија Краљевог Писма (The History of Middle Earth: Sauron Defeated).
|   | tincotéma | parmatéma | calmatéma | quessetéma |
| 1 | t         | p         |           | k          |
| 2 | d         | b         |           | g          |
| 3 | th [þ]    | f         |           | ch [χ]     |
| 4 | dh [ð]    | v         |           |            |
| 5 | n         | m         |           | ng [?]     |
| 6 | r         | w [?]     | o         |            |
|   |           |           |           |            |
|   | r         | rh        | l         | lh         |
|   | s         | y         | ss        |            |
|   | h         | hw        | e         | u          |

Осим ових стандардних тенгвар, користили су се још и (као у Облик Белеријанда):
Друга верзија Краљевог Писма (донекле другачија од претходне верзије)

### Вестрон(Westron)
Вестрон (енгл. Westron) је језик којим говоре сви ликови у Господару прстенова и којим је написан и оригинал Црвене Књиге Западних Страна. Тај језик је био зван Adûni, што је Толкин превео на енглески као Westron (што би се на српски могло превести са Западњачки, од west [adûn]→ запад).
Мало знамо о вестрону јер га је Толкин свуда представљао енглеским. Неколико речи се могу наћи у Додатку Ф у Господару прстенова и нешто више у Историја Средње земље: Народи Средње земље (The History of Middle-earth: The Peoples of Middle-earth). Толкин је чак преводио и имена хобита. Није било хобита који су се звали Фродо, Сем, Пипин или Весели. Њихова права имена су била Maura, Ban, Razar и Kali. Сама реч хобит је превод 'праве' речи из Трећег Раздобља kuduk (која је настала од архаичног kûd-dûkan, па је тако и Толкиен развио реч hobbit од архаичног (староенглеског) hol-bytla, становник рупа). Овај језик се говорио (са различитим дијалекатским облицима) од Мора до земље Рун и од Сивих планина до Харада. У Гондору је дијалекат био препун архаичних речи, као и очуваних адунајских и разних виловњачких речи, док је окружни био простији и донекле граматички другачији.

#### Нуменијски облик (тенгвар-техтар)
Гласови вестрона боље одговарају фонетским положајима у табели, чак више него што је то случај са виловњачким језицима. У овом случају је quessetéma преузела функцију calmatéme, а сама calmatéma је кориштена за палатализоване гласове. У именима тенгвар, слово о је кориштено за имена денталних гласова, и лабијалних, е палаталних и а алвеоларних. Из овога је очигледно да је глас о сматран предњим, а задњим, а е и и средњим.
Самогласнички техтар су се писали над претходним сугласником (као у квенији), јер су се речи у вестрону углавном завршавале на самогласник.
У следећој табели гласовна вредност је дата  подебљаним словима, а имена тенгвар се налазе у загради и писана су курзивом:
|   | tincotéma     | parmatéma  | calmatéma       | quessetéma      |
| 1 | t (tó)        | p (pí)     | ch [č] (ché)    | k (ká)          |
| 2 | d (dó)        | b (bí)     | j [dž] (jé)     | g (gá)          |
| 3 | th [þ] (thó)  | f (fí)     | sh [š] (shé)    | h (aha/oha ?)   |
| 4 | dh [ð] (adhó) | v (ví)     | zh [ž] (izhe)   | gh (agha)       |
| 5 | n (nó)        | m (mí)     | ny (nyé)        | ng (ngá)        |
| 6 | r (ar) [1]    | w (wí)     | y [j] (yé)      | ‛ (‛a) [2]      |
|   |               |            |                 |                 |
|   | r (aro) [1]   | rh (rho)   | l (alo)         | lh (lho)        |
|   | s (so) [3]    | s (os) [3] | z (azo) [4]     | z (oza) [4]     |
|   | h (há)        | wh (whí)   | –i [?] (ai) [5] | –u [?] (au) [5] |

[1] тенгва ar се користи за глас r пред сугласницима и на крају речи, a aro се користи за глас r пред самогласницима. 

[2] Вероватно означава глотални плозив (никад потврђен у вестрону), или, можда, испуштен самогласник (као апостроф). 

[3] тенгвар so и os су измењиви и имају исту гласовну вредност. 

[4] тенгвар azo и oza су измењиви и имају исту гласовну вредност. 

[5] тенгвар ai и au се користе само у дифтонзима, као што им и имена говоре.
Не постоји ни један текст писан овим обликом код Толкина, осим оних који се могу наћи на насловним странама (код енглеских издања, док код српских издања се најчешће срећу на првих неколико страна) Господара прстенова, Силмарилиона и књига из серије Историја Средње земље. Они су писани тенгваром, али на енглеском језику. На основу предочених правила, овде је дато неколико имена како су их користили хобити:

#### Северни нуменијски облик (потпуни облик)
Овај облик је северна варијанта система кориштеног за вестрон. Сви примери који постоје су на енглеском језику, али су писани тенгваром, и то су једна од верзија Краљевог Писма и одломци из Књиге Мазарбула.
Главна разлика у односу на остале 'потпуне' облике је та да гласовне вредности слова одговарају онима у нуменијском облику, а не синдарину. Тако се за глас а користи тенгва (квенијског имена) vilya, а не посебна тенгва као у облику Белеријанда. Толкин је користио и потписану тачку испод тенгве да прикаже неме гласове енглеског језика (као е у the), што је вероватно надомештало недостатак тенгве за ‛а из нуменијског облика.
У Краљевом Писму писаном овим системом, постоји разлика у гласу r писаним са ar или aro, и иста је као код квенијских órë и rómen. Тенгва au се користи за полусугласничко w, а wí има вердност u. Сугласничко у (ј) се пише помоћу дугог носача. Али, у Књизи Мазарбула, aro има вредност w, као остатак из адунајског облика.
Дифтонзи се пишу помоћу техтар amatixi (натписана двотачка) и w-тилде. Занимљиво је да се поред дугих (удвојених) сугласника, и дуги самогласници пишу са потписаном цртом или тилдом.
|   | tincotéma     | parmatéma | calmatéma     | quessetéma    |
| 1 | t (tó)        | p (pí)    | ch [č] (ché)  | k (ká)        |
| 2 | d (dó)        | b (bí)    | j [dž] (jé)   | g (gá)        |
| 3 | th [þ] (thó)  | f (fí)    | sh [š] (shé)  | h (aha/oha ?) |
| 4 | dh [ð] (adhó) | v (ví)    | zh [ž] (izhe) | gh (agha)     |
| 5 | n (nó)        | m (mí)    | ny (nyé)      | ng (ngá)      |
| 6 | r (ar)        | u (wí)    | o (yé)        | a (‛a)        |
|   |               |           |               |               |
|   | r/w (aro)     | rh (rho)  | l (alo)       | lh (lho)      |
|   | s (so)        | s (os)    | z (azo)       | z (oza)       |
|   | h (há)        | wh (whí)  | e (ai)        | w (au)        |

Дуги носач је кориштен за у- (ј-), а кратки за и.
Ево и имена која су дата као пример у нуменијском облику, написаних северним нуменијским обликом:

### Тенгвар засрпски језик
NB: пошто не постоји посебно стандардизовани систем писања српског језика тенгваром, овде дат систем је једна могућа варијанта изведена на основу фонетске структуре писма
|   | tincotéma | parmatéma | calmatéma | quessetéma |
| 1 | t         | p         | č [ʧ]     | k          |
| 2 | d         | b         | dž [ʤ]    | g          |
| 3 |           | f         | š [ʃ]     |            |
| 4 |           | v         | ž [ʒ]     |            |
| 5 | n         | m         | nj        | ng/nk [2]  |
| 6 | r [1]     |           | j         |            |
|   |           |           |           |            |
|   | r [1]     |           | l         | lj         |
|   | s         | s[3]      | z         | z[3]       |
|   | h         |           |           |            |

[1] Тенгва órë се користи пред сугласницима и на крају речи (одн. у позицијама када је р носилац слога: између два сугласника (прст, крв, трчати); на почетку речи пред сугласником (рт, рђати); иза самогласника у сложеницама (зарђати, порвати)). Користи се и испред самогласника о које је постало од л (отро, застро, гроце). rómen пред самогласницима, осим у већ наведеном случају за о (пред свим осталим о се користи).

[2] Ова тенгва се може користити за писање н испред к и г јер у тој позицији прелази из алвеоларног у задњонепчани назал.

[3] Тенгве silmë и silmë nuquerna, као и essë и essë nuquerna су међусобно измењиве, у зависности да ли се над њима пише техта или не.
За слова ћ, ђ и ц, могу се користити следеће тенгве:
Самогласнички техтар знаци се могу писати на два начина: или (као у квенији) над претходним самогласникаом или (као у синдарину) над следећом тенгвом. Дуги самогласници се у српском језику не разликују у писању од кратких, тако да се сви самогласници пишу једнако.
Осим самогласничких, могу се мењати и техте за мењање вредности сугласника, и то потписана тилда или линија за удвајање сугласника (као што је глас ј у супрелативима придева на ј - најјачи, најјаснији...; или двоструких слова у страним речима и из њих изведеним сложеницама).
Према свим овде наведеним правилима, ево примера првог члана Универзалне декларације о правима човека на српском написаног тенгваром:

## Појединачна слова
Tinco (кв. метал) је прво слово вештачког тенгвар писма и прво слово серије tincotéma. Оно има гласовну вредност t (т) у свим језицима у којима се користи. У нуменијском облику вестрона, такође има вредност t, али му је име tó.
Бројчана вредност слова је 1.
Parma (кв. књига) је друго слово вештачког тенгвар писма и прво је слово серије parmatéma. Оно има гласовну вредност p (п) у свим језицима у којима се користи. У нуменијском облику вестрона, такође има вредност p, али му је име pí.
Бројчана вредност слова је 2.
Calma (кв. лампа) је треће слово вештачког тенгвар писма и прво је слово серије calmatéma. Оно има гласовну вредност c (изговара се k, ћир. к) у квенији и Облику Белеријанда синдарина (у стандардном, потпуном облику синдарина има вредност ch, односно ч), а у Облику Арнора и Гондора се не користи. У нуменијском облику вестрона има вредност ch (IPA ʧ, ћир. ч), и име му је ché (че).
Бројчана вредност слова је 3.

### Windowsисписивачи
Исписивачи за тенгвар који користе већину фонтова који се могу наћи на Интернету, укључујући и овде коришћен Tengwar Annatar:
- Yet Another Tengwar Tool – исписивач чешког аутора (на страници се могу наћи и одговарајући фонтови)
- Middle Earth Writer – исписивач домаћег аутора

НАСТАВАК СЛЕДИ
- Напомена - за тенгвар коришћен фонт Tengwar Annatar аутора Johana Wingea, copyright © 2004
- Disclaimer - for tengwar used font Tengwar Annatar by Johan Winge, copyright © 2004